# Мешков, Евгений Евграфович
Евге́ний Евгра́фович Мешко́в (31 января 1937, Севастополь — 1 марта 2020) — советский, российский физик, кандидат физико-математических наук, заведующий гидродинамической лабораторией СарФТИ НИЯУ МИФИ.
Один из первооткрывателей эффекта Рихтмайера — Мешкова.

## Биография
С 1960 года, окончив МИФИ, работал во Всесоюзном НИИ экспериментальной физики.
В 1999 году организовал гидродинамическую лабораторию в Саровском физико-техническом институте.
С 2011 года состоял членом Российского национального комитета по теоретической и прикладной механике.

## Научная деятельность
Основные направления исследований:
- гидродинамические неустойчивости,
- инерционный термоядерный синтез,
- моделирование гидродинамических течений,
- исследования возможности тушения крупномасштабных пожаров и снижение взрывных нагрузок при помощи диспергированных сред[4].

В 1960-е годы разработал методики исследования нестационарных газодинамических течений на лабораторных моделях. Неустойчивость границы раздела двух сред разной плотности, ускоряемая ударной волной, получила название «неустойчивость Рихтмайера — Мешкова».
В 1970-е годы исследовал газодинамический термоядерный синтез; в 1982 году было получено рекордное для всех направлений инерционного термоядерного синтеза значение нейтронного выхода.
В 1970—1980-е годы участвовал в исследованиях при проведении подземных испытаний ядерного оружия.
В 1990-е участвовал в международных исследованиях гидродинамических неустойчивостей.
Автор более 200 научных работ.

## Награды
- медаль «Ветеран труда» (1986)
- знак отличия в труде «Ветеран атомной энергетики и промышленности» (2002)
- почётная грамота Федерального агентства по атомной энергии (2007)
- орден Дружбы (2008)
- звание «Почётный ветеран РФЯЦ-ВНИИЭФ» (2008)[3].